# Májer József (teológus)
Májer József (Székesfehérvár, 1785. január 26. – Székesfehérvár, 1834. december 13.) teológiai doktor, székesfehérvári kanonok, országgyűlési követ, papnevelőintézeti igazgató.

## Élete
Májer István és Végh Erzsébet polgári szülők fia. Atyját korán elvesztvén, Szabó József akkori plébános és Fejér György prépost vették pártfogásukba; szülővárosában járt gimnáziumba és Pécsett végezte a bölcseletet. 1802-ben fölvétetett a székesfehérvári növendékpapok közé és három évig az ottani szemináriumban teológiát hallgatott; a negyedik évre a pesti központi papnevelőbe küldetett és teológiai tanulmányait 1807. augusztus 7-én bevégezve, doktori fokot nyert. Visszatért Székesfehérvárra, az ottani szeminárium tanulmányi felügyelője lett és pápai engedéllyel azon év augusztus 18-án miséspappá szenteltetett fel. Miután a felügyelőséget egy évig és öt hónapig viselte, püspöke Milassin Miklós őt a növendék papok mellé rendelte, hogy azokat magánúton a bölcseletben oktassa, és két hónapig az acsai plébánia adminisztrátora volt. Felügyelősége alatt a szónoki bátorság és ügyesség elősegítésére a növendékekkel a Szent Ágoston megtérését tárgyaló színműveit adatta elő. Hogy magát a német nyelvben gyakorolja, a székesfehérvári német káplánságra nevezték ki; egyszersmind szentszéki aljegyző, majd rendes jegyző lett. 1809-ben az egyházi történet tanításával bizatott meg, a szentszéknek pedig bírája volt; 1815. január 22-én a felsőváros plébániájába iktattatott be és a fejérvári felső kerület alesperese lett. 1828. augusztus 15-én a király kanonokká és a papnevelő intézet igazgatójává nevezte ki. Életének végső éveiben Arad-, Somogy- és Veszprém megyékben viselt követséget; két országgyűlésen (1830 és 1832) is közreműködött. Kiváló szónok volt úgy a templomban, mint a megyeház és az országgyűlés termeiben. A pozsonyi országgyűlésről 1834-ben betegen tért haza és december 13-án meghalt.

## Munkái
- Főméltóságu Milassin Miklós úr ő excellentiájának, és az uri vendégeknek a székesfejérvári nevendék papok, midőn farsangi mulatságokra magokat megaláznák. Fejérvár, 1809. (Költemény.)
- Szent István az anyaszentegyházban, melyet szerzett, népéhez való jóakarattyának zálogát hagyta. Meg-világosította nemzeti ünnepén a t. t. kapuczinus atyák templomában 1820. kisasszony havának 20. napján. Bécs, 1820.
- Egyházi beszéd a lalki mártiromságról; melyet Székes-Fehérvár városának fogadott ünnepén szent Sebestyén mártir templomában 1821. eszt. Boldogasszony havának 20. tartott. Székes-Fehérvár, 1821.
- Egyházi beszéd, hogy a mi templomaink az isten egyéb templomainak műhelyei. Mondotta Szántódon Somogyvármegyében sz. Jakab apostol temploma felszentelése alkalmatosságával 1821. Jakabhava 1. Uo. 1821.
- Szent István érdemei, az ő eleven hitének gyümölcsei. Hirdette nemzeti ünnepén Budán a várbeli plébániának templomában 1821. kisasszony-havának 20. Esztergom.
- A székes-fehérvári egyházi megye bucsúzása mélt. Vurum József püspök urtól, midőn a nagyváradi püspökség kormányzására indulna szent János havának 6. 1822. Székes-Fehérvár. (Költemény.)
- Vasárnapi homiliák avagy vasárnapi evangelimok értelme fölött tartott egyházi beszédek, melyek a szent atyák nyomdokai után készitett. Uo. 1823-1824. Három kötet. (Ism. Hazai és Külf. Tudósítások 1823. II. 28. sz. a Muzarionban Kölcsey. Vasárnapi és ünnepi homiliák. A szent atyák nyomán készítette ... A szerző alkalmi beszédeivel megtoldva újonnan kiadta Ihász Gábor. Eger, 1856. Két kötet.)
- Halotti beszéd, melyet mélt. Vásonkeői Zichy Miklósnak gyász ünnepén Palotán Mindszent-havának 30. napján 1826. eszt. mondott. Uo. 1826.
- Egyházi beszéd, melyet mézzel folyó szent Bernád tiszteletére Zirczen ... Kisasszony havának 20. napján 1827. mondott. Uo. 1827.
- Halottas beszéd, melyet néhai ... Novák Krizoszton János urnak ... ritka bölcsességét a pannonhalmi főapáturság templomában 1828. Karácson-havának 2. hirdette. Uo. 1829.
- Halottas beszéd, melyet néhai t. n. v. Fáiszi Anyos Ignácz úrnak, ... közhasznú életét az esztergári templomban 1829. Szt. András havának 19. magasztalta. Uo. 1829.
- Halottas beszéd, melyet főmélt. herczeg Rudnay Sándor ő eminencziája hamvai fölött mondott Mindszent havának 26. napján 1831. Esztergom.

Van egy beszéde a Szalay Imre által szerkesztett Magyar Egyházi Beszédek Gyűjteményében (Pest, 1833. IV. Wallensteini Schmith János apát ötvenedévi ünnepe mire inti az öröm-atyát s résztvevőit. Seconditziára).
Levelei Horvát Istvánhoz Székesfehérvárról és Pestről 1804-1834 összesen 24 darab (a Magyar Nemzeti Múzeumi könyvtár kézirati osztályában.)